# Opel Corsa C
La Opel Corsa C è la terza generazione della Opel Corsa, un'utilitaria del segmento B prodotta da Opel dal 2000 al 2006. Così come per la Opel Corsa B che va a sostituire, la sigla C non fa parte della denominazione ufficiale, ma serve ad indicare e contraddistinguere appunto la terza generazione dell'utilitaria tedesca dalle altre.

## Storia e profilo

### Debutto
La Corsa C fu anticipata da alcuni rendering pubblicati verso la fine del 1999 dalla stampa specializzata, dove furono rese note le principali novità estetiche proposte nel nuovo modello rispetto al vecchio. Quest'ultimo, forte di svariati milioni di esemplari prodotti in tutto il mondo, riuscì a laurearsi come il modello di segmento B più diffuso al mondo anche se spesso con marchi differenti a seconda del mercato di destinazione. Pertanto lasciò un'eredità alquanto pesante al modello in arrivo. Per non tradire una clientela così affezionata, si scelse di non allontanarsi molto dalla configurazione del modello uscente, privilegiando invece il fattore sicurezza: con ciò si voleva quindi realizzare un modello notevolmente arricchito e migliorato per quanto riguardava la dotazione di sicurezza automobilistica, sia passiva che attiva.

#### Design interno ed esterno

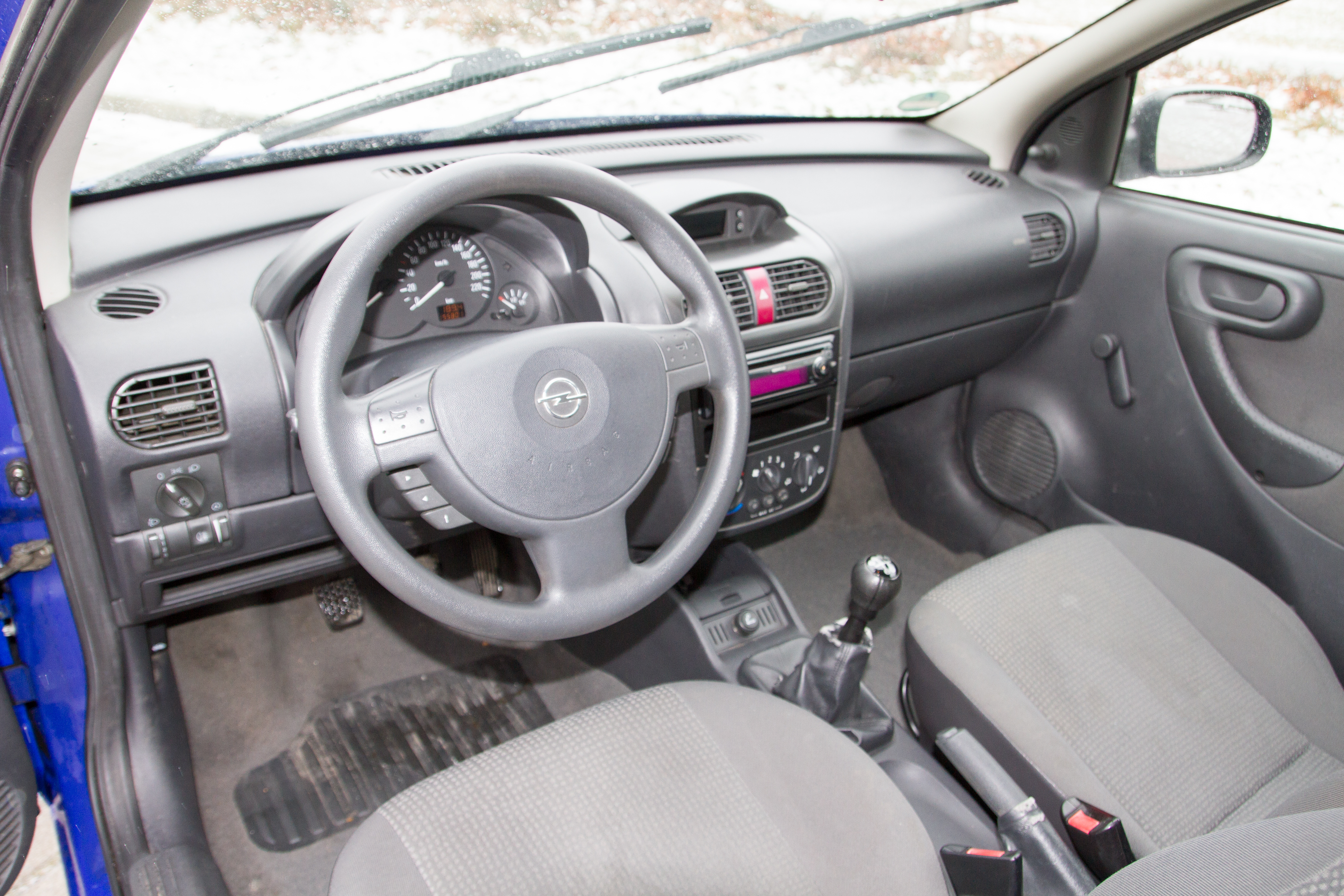
Interni di una Corsa

Pur nascendo da un progetto completamente nuovo, la Corsa C mantenne inalterata quell'impostazione stilistica e, più in generale, di distribuzioni di volumi e proporzioni nel corpo vettura, che fino a quel momento avevano costituito una delle motivazioni di successo del modello precedente. E così, ecco ripresentarsi un analogo corpo vettura a due volumi piuttosto tondeggiante nelle linee generali (con un Cx pari a 0.32), anche se cresciuto di alcuni centimetri nelle tre dimensioni. Come in precedenza, e come sarebbe stato anche per le successive generazioni della Corsa, vennero proposte due carrozzerie differenti a seconda che ci si trovasse di fronte a una versione a 3 o a 5 porte, anche se nel caso della Corsa C le differenze furono meno marcate benché visibili. Anche qui, a seconda del numero di porte, cambiava la parte posteriore della carrozzeria. Erano comunque presenti nuovi stilemi dal taglio molto meno morbido che non nella precedente Corsa B. È il caso, ad esempio dei gruppi ottici anteriori, più grandi ma anche più affilati, specie nella zona interna, dove risultavano decisamente appuntiti. Al di sotto di essi era presente una sottile presa d'aria a tutta larghezza integrata nel paraurti. Un'operazione di ammodernamento delle linee era stata effettuata anche lungo la fiancata, dove si nota la presenza di montanti posteriori più massicci e di passaruota e superfici vetrate ridisegnati, senza però stravolgere neppure in questo caso le impostazioni che avevano fatto a suo tempo la fortuna del modello precedente. Novità più consistenti nella parte posteriore, dove spiccano innanzitutto i nuovi gruppi ottici a sviluppo verticale posizionati sul montante. Nuovo di conseguenza anche il portellone, privato dell'alloggiamento per la targa, quest'ultimo scivolato all'altezza del paraurti.
L'abitacolo della Corsa C era più spazioso ed accogliente rispetto a quello della Corsa B, e ciò grazie al passo aumentato rispetto a quello del modello uscente, tanto da permettere alla vettura di stabilire un piccolo record, ossia quello di vettura di segmento B dal passo più lungo. Il posto guida era più moderno e meno austero, con novità come la nuova console centrale che poteva ospitare anche un sistema multimediale con telefono GSM integrato, una vera "chicca" per una segmento B di quel periodo. Pressoché invariata la capacità del vano bagagli, rimasta a quota 260 litri in configurazione standard e aumentata di appena 10 litri (da 1.050 a 1.060) con lo schienale posteriore abbattuto.

#### Struttura, meccanica e motori
Per quanto riguarda la struttura della Corsa C, va innanzitutto detto che il nuovo modello portò nel 2000 al debutto del nuovo pianale Gamma (o GM4300), destinato in seguito ad essere condiviso anche con altri modelli di fascia bassa del gruppo GM. Di tale nuovo pianale si è già parlato in precedenza citando il passo aumentato in lunghezza (da 2,465 a 2,491 metri). Si è parlato anche degli sforzi dei progettisti, mirati al miglioramento dei requisiti di sicurezza attiva e passiva. E così, ecco che la Corsa C annoverava alcuni significativi contenuti in tal senso, come ad esempio la pedaliera sganciabile in caso di urto (già introdotta due anni prima nella seconda generazione dell'Astra), oppure i poggiatesta attivi (al loro debutto su una vettura di segmento B), o ancora le cinture di sicurezza regolabili in altezza.

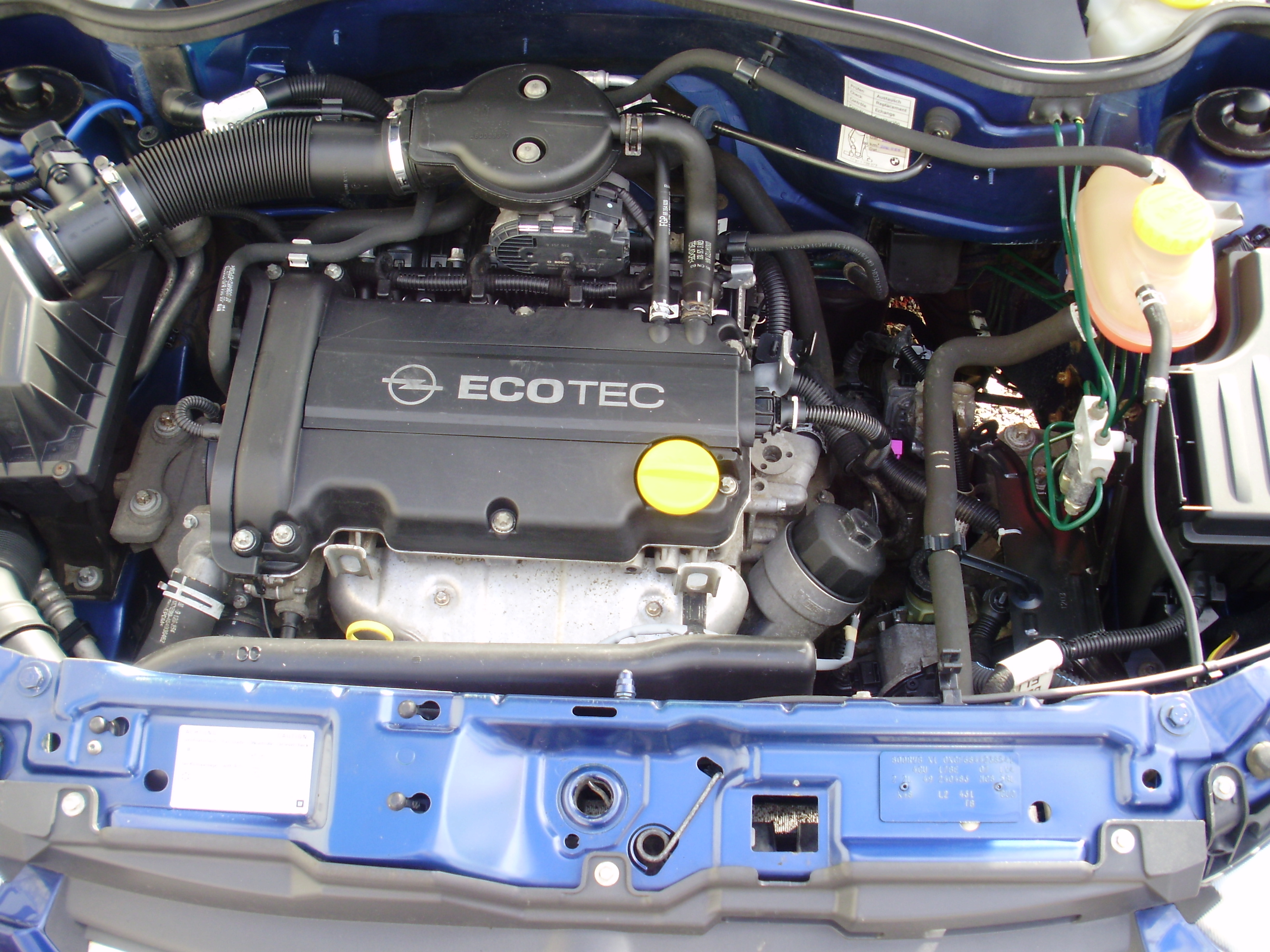
Motore 1.2 16V di una Corsa

La meccanica della Corsa C ripropose le già collaudate soluzioni relative a sospensioni con avantreno a ruote indipendenti di tipo MacPherson e retrotreno a ruote interconnesse e impianto frenante dotato di dischi all'avantreno e tamburi al retrotreno.
Al suo debutto, la Corsa C fu proposta in cinque motorizzazioni, tre a benzina e due a gasolio, tutte bialbero a quattro valvole per cilindro:
- 1.0 12v, versione di base equipaggiata con un tricilindrico da 973 cm³ e con potenza massima di 58 CV;
- 1.2 16v, motorizzazione intermedia consistente in un 4 cilindri da 1199 cm³ con potenza massima di 75 CV;
- 1.4 16v, motorizzazione di punta della gamma d'esordio, con cilindrata di 1389 cm³ e potenza massima di 90 CV;
- 1.7 DI, motore turbodiesel di origine Isuzu, ad iniezione diretta ma ancora senza tecnologia common rail, con cilindrata di 1686 cm³ e potenza massima di 65 CV;
- 1.7 DTI, simile alla motorizzazione precedente, ma con in più l'intercooler. In questo caso il propulsore arrivava ad erogare fino a 75 CV di potenza massima.

Per tutte le motorizzazioni menzionate, il cambio era di tipo manuale a 5 marce.

### Evoluzione

#### I primi anni
Poco tempo dopo l'avvio della commercializzazione, fu già possibile ordinare quella che sarebbe stata la motorizzazione di punta nella gamma della Corsa C. Ufficialmente fissata per il mese di febbraio del 2001, la Corsa 1.8 16v GSi comparve nei listini europei già alla fine dell'anno prima, appunto poco dopo il lancio della Corsa C in generale. La GSi di fine 2000 montava un'unità da 1.8 litri piuttosto in uso in quel periodo, visto che fu montata anche nelle Astra G e nella prima generazione della Zafira. Tale motore erogava una potenza massima di 125 CV, vale a dire 19 in più rispetto alla GSi uscente.
Per il 2001 non vi furono altri aggiornamenti degni di nota, mentre nel 2002 la Corsa C ricevette quattro stelle EuroNCAP. In quell'anno gli aggiornamenti riguardarono in pratica solo gli allestimenti.

#### Restyling 2003

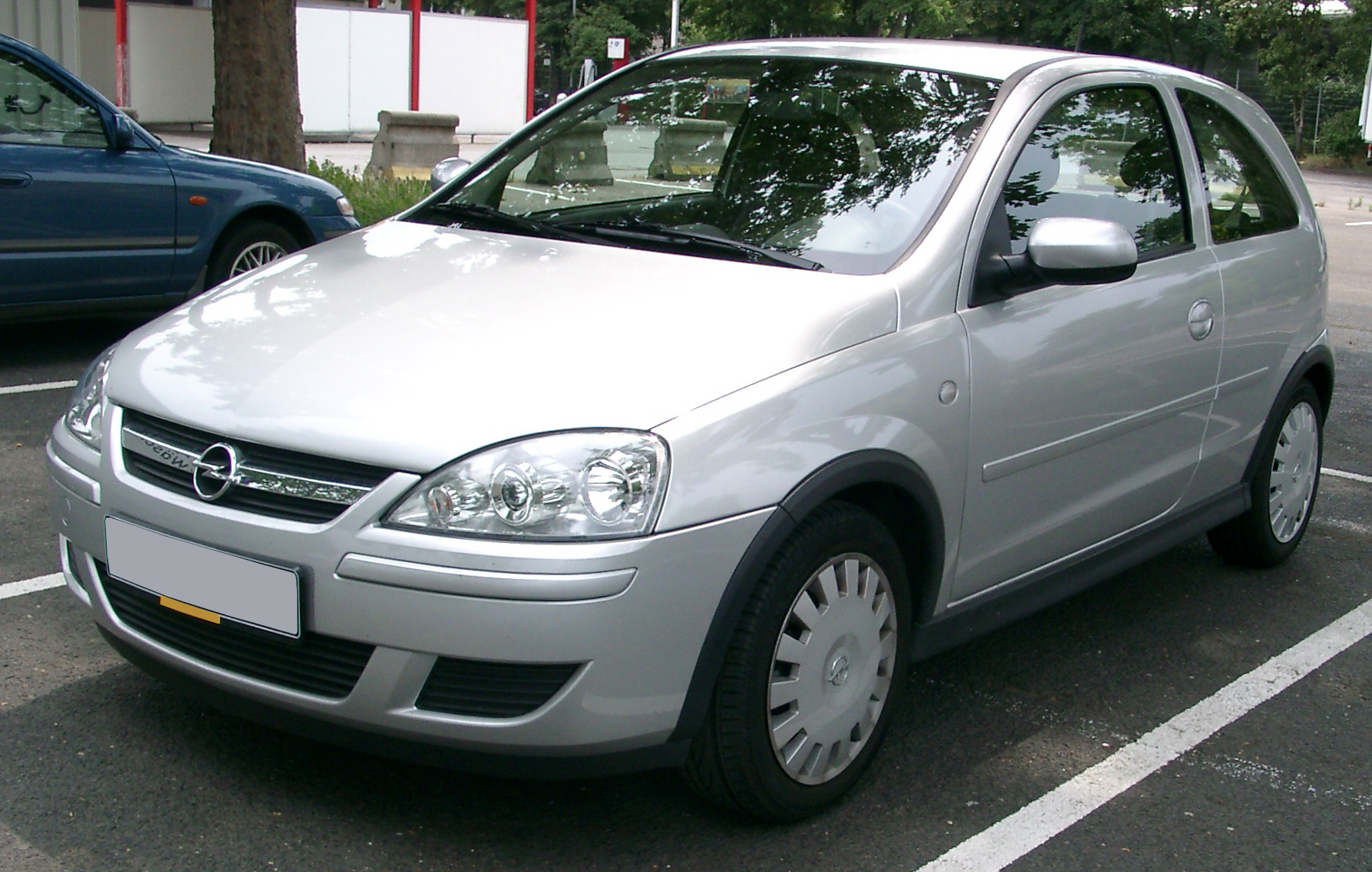
Una Corsa C dopo il restyling del 2003

Nel 2003 giunse il restyling di mezza età, che vide aggiornamenti al frontale (calandra con barra cromata orizzontale, paraurti interamente in tinta e con presa d'aria divisa in tre parti, gruppi ottici con parabole trasparenti) e nella zona posteriore (gruppi ottici con plastiche chiare, paraurti in tinta, catadiottri spostati in basso). Anche la fiancata vide alcuni aggiornamenti, sebbene meno marcati e così ecco che ad esempio il sottile fascione paracolpi divenne anch'esso in tinta. Per quanto riguarda la gamma motori, l'alleanza tra General Motors e Gruppo Fiat, avutasi nel 2000, portò all'arrivo del piccolo 1.3 a gasolio che presso la Casa italiana è noto con il nome di Multijet. Tale motore, stavolta con tecnologia common rail, erogava una potenza massima di 70 CV e andò quindi a sostituire il precedente 1.7 da 65 CV. Analogamente, l'altra motorizzazione diesel, il 1.7 turbodiesel da 75 CV, venne a sua volta pensionato a favore del ben più potente 1.7 CDTI da 101 CV. La base di quest'ultimo motore restò sempre quella del motore precedente di origine Isuzu, ma con in più l'adozione della tecnologia common rail. Tale tecnologia, quindi andò a soppiantare del tutto la meno moderna tecnologia ad iniezione diretta semplice. Sul fronte dei motori benzina, invece, il 1.0 ed il 1.4 ricevettero i collettori di aspirazione a geometria variabile. Questi due motori beneficiarono inoltre di una leggera variazione di cilindrata, che crebbe da 973 a 998 cm³ per la 1.0 e diminuì da 1389 a 1364 cm³ per la 1.4.

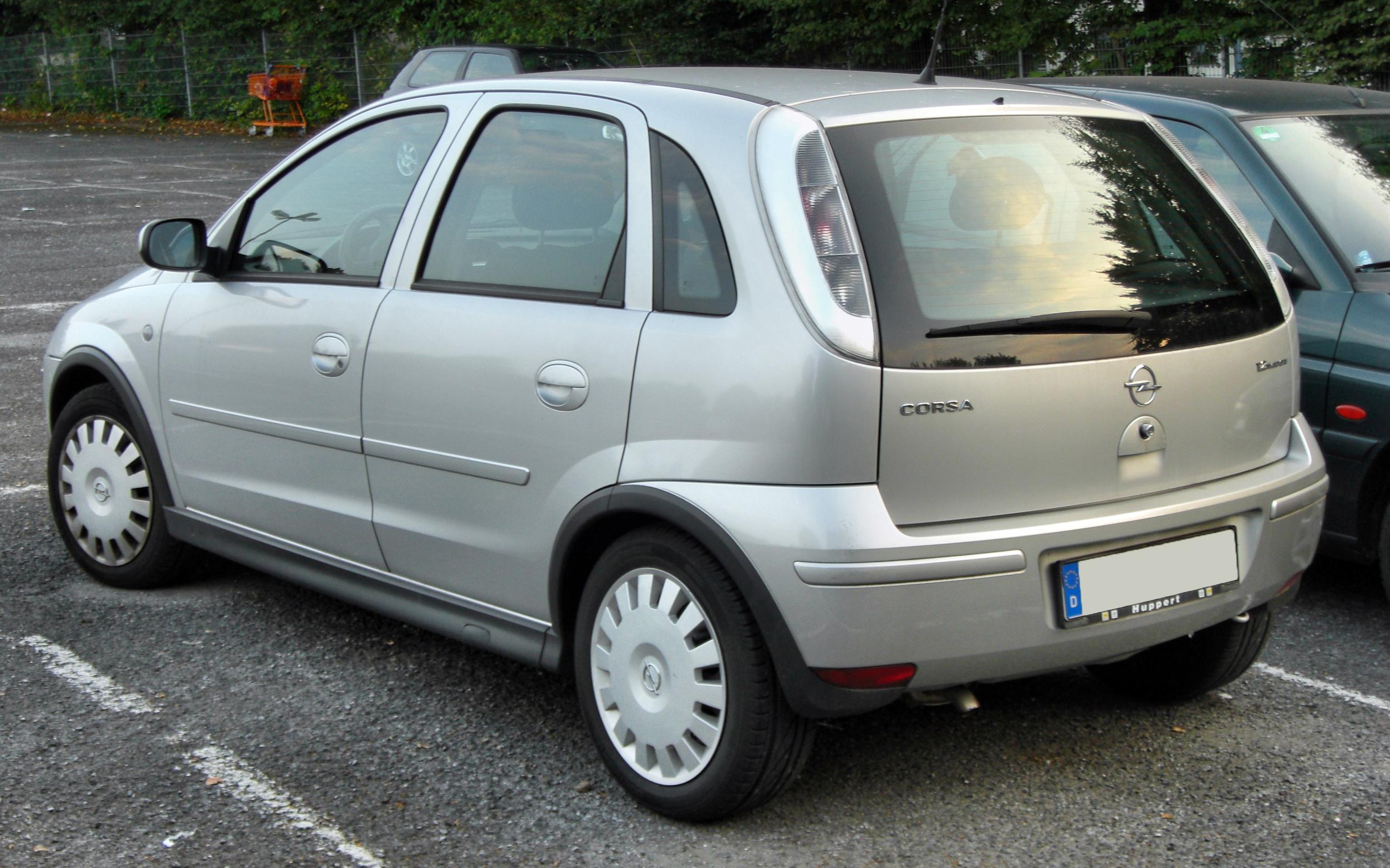
Posteriore di una Corsa restyling

Nel 2004, anche il motore da 1.2 litri ricevette lo stesso aggiornamento che l'anno prima interessò le altre due unità a benzina. Come nel caso del motore da 1 litro, anche in questo caso la cilindrata subì un leggero incremento, portandosi a 1229 cm³. Fu l'ultimo significativo aggiornamento nella gamma della Corsa C: nel 2006 questo modello fu tolto dai listini per far posto alla Corsa D, ossia la quarta generazione della popolare utilitaria tedesca.

### Riepilogo caratteristiche
Di seguito vengono mostrate le caratteristiche relative alle varie versioni della gamma della Corsa C nel mercato europeo. I prezzi sono espressi in Euro e si riferiscono all'allestimento meno costoso ed al momento del debutto nel mercato italiano.
| Modello            | Motore | Cilindrata cm³ | Alimentazione                   | Potenza CV/rpm | Coppia Nm/rpm  | Massa a vuoto (kg) | Velocità max | Acceler. 0-100 km/h | Consumo (l/100 km) | Commercia- lizzazione | Prezzo al debutto (€) |
| Versioni a benzina |        |                |                                 |                |                |                    |              |                     |                    |                       |                       |
| Corsa 1.0 12v      | Z10XE  | 973            | Iniezione elettronica indiretta | 58/5600        | 85/3800        | 905                | 155          | 17"                 | 5.9                | 09/2000-08/2003       | 9.809                 |
| Corsa 1.0 12v      | Z10XEP | 998            | Iniezione elettronica indiretta | 60/5600        | 88/3800        | 905                | 156          | 16"                 | 5.2                | 08/2003-07/2006       | 10.791                |
| Corsa 1.2 16v      | Z12XE  | 1199           | Iniezione elettronica indiretta | 75/5600        | 110/4000       | 935                | 170          | 13"                 | 6.6                | 09/2000-08/2004       | 10.325                |
| Corsa 1.2 16v      | Z12XEP | 1229           | Iniezione elettronica indiretta | 80/5600        | 110/4000       | 935                | 175          | 12"5                | 6.1                | 09/2004-07/2006       | 11.181                |
| Corsa 1.4 16v      | Z14XE  | 1389           | Iniezione elettronica indiretta | 90/6000        | 125/4000       | 975                | 180          | 11"5                | 7.5                | 09/2000-08/2003       | 12.081                |
| Corsa 1.4 16v      | Z14XEP | 1364           | Iniezione elettronica indiretta | 90/5600        | 125/4000       | 960                | 179          | 11"5                | 6.2                | 08/2003-07/2006       | 13.301                |
| Corsa 1.8 16v GSi  | Z18XE  | 1796           | Iniezione elettronica indiretta | 125/6000       | 145/4600       | 1.010              | 202          | 9"                  | 8.3                | 02/2001-07/2006       | 15.593                |
| Versioni a gasolio |        |                |                                 |                |                |                    |              |                     |                    |                       |                       |
| Corsa 1.3 CDTI     | Z13DT  | 1248           | Turbodiesel common rail         | 70/4000        | 170/ 1750-2500 | 960                | 165          | 14"5                | 4.7                | 08/2003-07/2006       | 12.621                |
| Corsa 1.7 DI       | Y17DTL | 1686           | Aspirato iniezione diretta      | 65/4500        | 130/ 2000-3000 | 1.020              | 162          | 14"5                | 4.9                | 09/2000-08/2003       | 11.513                |
| Corsa 1.7 DTI      | Y17DT  | 1686           | Aspirato iniezione diretta      | 75/4400        | 165/1800       | 1.040              | 170          | 13"5                | 4.9                | 09/2000-08/2003       | 12.029                |
| Corsa 1.7 CDTI     | Z17DTH | 1686           | Turbodiesel common rail         | 101/4400       | 240/2300       | 1.005              | 188          | 11"5                | 5.1                | 08/2003-07/2006       | 15.291                |

### La Corsa C nel mondo

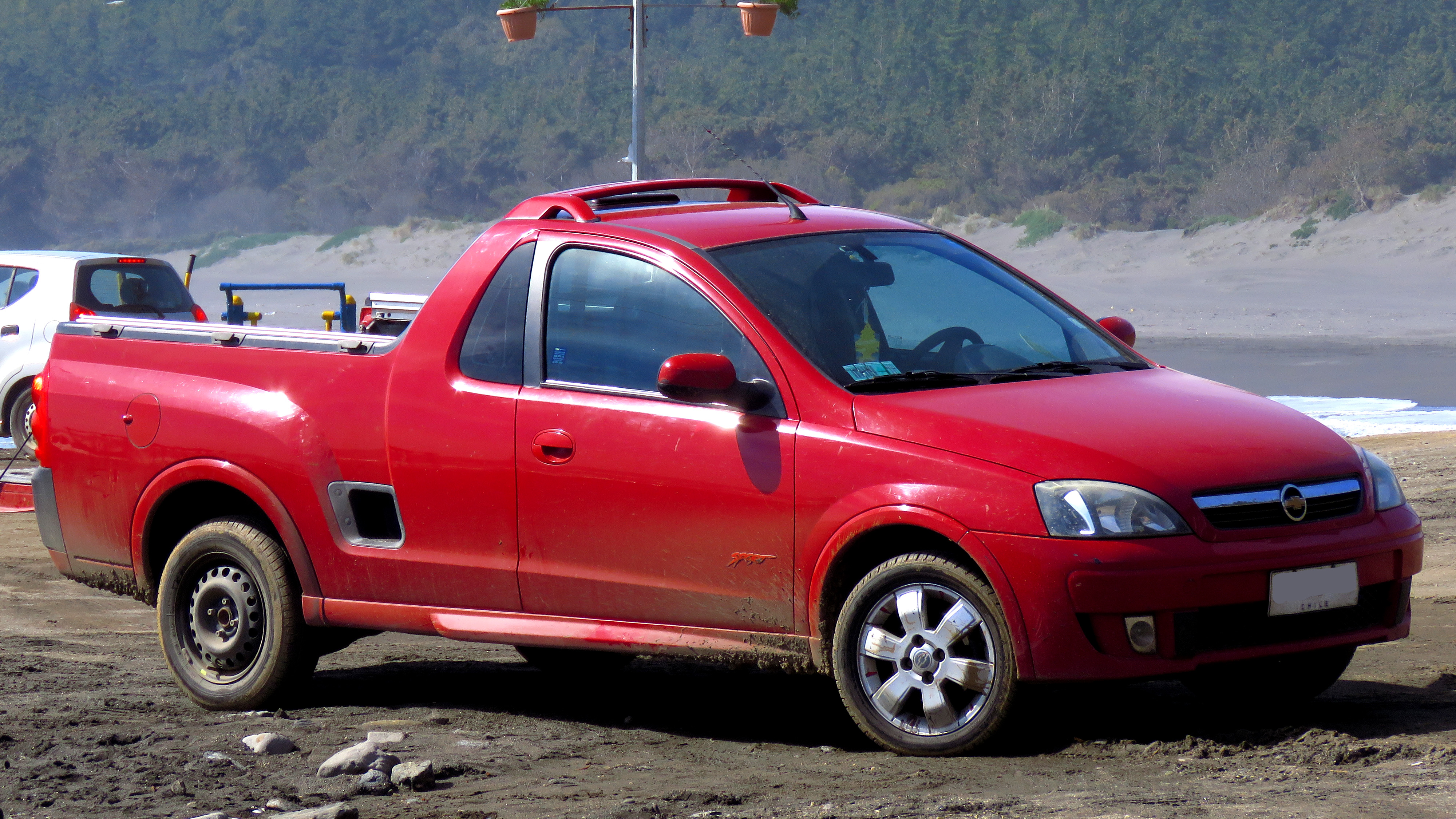
Una Chevrolet Montana, versione pick-up della Corsa C, prevista solo per il mercato brasiliano

Come la sua antenata, anche la Corsa C rivestì un ruolo di vera e propria world car, essendo stata prodotta in numerosi altri Paesi in altri continenti, a volte anche con altri marchi del colosso statunitense della General Motors ed anche in inedite varianti di carrozzeria.
Cominciamo restando in Europa, e precisamente in Regno Unito, dove la Corsa C fu prodotta e commercializzata con il marchio Vauxhall, tradizionalmente riservato a quei mercati.
In Brasile, la terza generazione della Corsa fu prodotta presso lo stabilimento di São José dos Campos, lo stesso in cui fu prodotta anche la precedente generazione, sempre con marchio Chevrolet. Ed anche in questo caso, la Chevrolet Corsa fu proposta anche nelle inedite carrozzerie di tipo berlina 3 volumi e pick-up. Quest'ultima variante di carrozzeria fu denominata Chevrolet Montana, ma per il mercato messicano ricevette la denominazione di Chevrolet Tornado.
Altri siti produttivi in Sudamerica furono quello argentino di Alvear e quello ecuadoreño di Quito, dove sorge lo stabilimento del costruttore locale AYMESA che produce su licenza autovetture di vari marchi da tutto il mondo.
La Corsa C fu assemblata anche nello stabilimento di Port Elizabeth in Sudafrica, dove venne anche commercializzata con il nome di New Corsa, mentre la versione pick-up, prevista anche per il mercato sudafricano, ricevette il nome di Corsa Utility. Rimanendo nel continente africano, ma all'estremità opposta, la Corsa C fu assemblata anche nello stabilimento egiziano di Città del 6 ottobre.
Infine, la vettura fu anche prodotta in Australia con il nome di Holden Barina: dallo stabilimento Holden di Melbourne, la Barina fu esportata anche in Nuova Zelanda.